# Solanum fructo-tecto
Espèce
Solanum fructo-tecto est une espèce de plantes herbacées de la famille de Solanaceae et du genre Solanum originaire du Mexique).
Cette plante est l'un des hôtes primaires du doryphore de la pomme de terre.

## Distribution
L'aire de répartition de Solanum fructo-tecto s'étend dans le centre du Mexique : District fédéral de Mexico et États de Durango, Mexico, Hidalgo et Jalisco.